# ميراندا سايمور
ميراندا سايمور (بالإنجليزية: Miranda Seymour)‏ هي صحفية ومؤلفة وكاتِبة بريطانية، ولدت في 8 أغسطس 1948.

## وصلات خارجية
- الموقع الرسمي
- ميراندا سايمور على موقع IMDb (الإنجليزية)